# St. Pantaleon-Erla
St. Pantaleon-Erla, Sankt Pantaleon-Erla – gmina w Austrii, w kraju związkowym Dolna Austria, w powiecie Amstetten, w rejonie Mostviertel. Liczy 2 533 mieszkańców (1 stycznia 2014).